# Kiyohara no Motosuke
Kiyohara Motosuke (Nhật: 清原 元輔 (Thanh Nguyên, Nguyên Phụ) 908 – 6/990) là một nhà thơ quý tộc của Nhật Bản vào thời kỳ Heian. Xuất thân trong một gia đình văn học lớn, ông gọi Kiyohara Fukayabu (tác giả bài số 36 trong tập Ogura Hyakunin Isshu) bằng ông nội và là cha đẻ của nữ sĩ tài hoa Sei Shōnagon (tác giả bài số 62 trong tập Ogura Hyakunin Isshu), nổi tiếng đến ngày nay với tác phẩm Makura no Sōshi. Ông có chân trong Ba mươi sáu ca tiên, và một trong những bài thơ nằm trong tập thơ nổi tiếng Ogura Hyakunin Isshu. Ông giữ chức Tổng đốc tỉnh Kawachi và Higo. 
Ông là một trong năm người nổi tiếng làm việc ở Viện Hòa Ca Nashitsubo no Gonin (梨壺の五人 (Lê Hồ Ngũ Nhân)), vì sân công thự làm việc có trồng nhiều cây lê. Ông có công biên tập Gosen Wakashū ( Hậu Tuyển Tập). Nhóm này cũng biên soạn kundoku (訓読), các văn bản đọc lấy từ Vạn diệp tập.
Thơ của ông nằm trong nhiều tập thơ nổi tiếng, bao gồm cả Shūi Wakashū ( Thập Di Tập). Tập thơ cá nhân của ông là tập Motosukeshū (元輔集 (Nguyên Phụ Tập)) vẫn còn được lưu truyền.

## Thơ Kiyohara Motosuke
Đây là bài thơ thứ 42 trong tập Ogura Hyakunin Isshu do Fujiwara no Teika biên tập:
| Nguyên văn:                                            | Phiên âm:                                                                        | Dịch thơ: | Diễn ý: |
| ------------------------------------------------------ | -------------------------------------------------------------------------------- | --- | --- |
| 契りきな かたみに袖を しぼりつつ 末の松山 波越さじとは | Chigiriki na Katami ni sode wo Shibori tsutsu Sue no Matsuyama Nami kosaji to wa | Vắt lệ đầm tay áo, Thề muôn kiếp chung đôi. Núi Tùng tưởng cao lắm, Để sóng vượt lên rồi. (ngũ ngôn) Lệ đầm tay áo cũng thôi, Thề chi cho sóng dập vùi Tùng Sơn. (lục bát) | Phải chăng đã có lần thề thốt với nhau. Hai đứa cùng vắt nước mắt thấm đầm tay áo. Khác với lời thề, ngọn sóng kia sao lạ thế, Đã tràn lên ngọn núi Sue no Matsuyama rồi sao? |

### Xuất xứ
Goshūi Wakashū ( Hậu Thập Di Tập), thơ luyến ái phần 4, bài 770.

### Hoàn cảnh sáng tác
Lời thuyết minh trong tập Goshūi Wakashū cho biết tác giả viết thay cho một người đàn ông bị tình phụ. Bài thơ nhắc lại tình cảm tương thân tương ái, kỷ niệm đẹp, lời thề nguyền thuở hai bên còn gắn bó. Nhân đó người đàn ông trong cuộc nói lên mối hận lòng nhưng cũng cho biết lòng mình hãy còn vương vấn chưa thôi.

### Đề tài
Bày tỏ mối hận lòng với người đàn bà đổi thay mà mình khó quên.
Chữ na trong câu đầu là một trợ từ bày tỏ sự cảm động. Katami ni (かたみに), một phó từ có nghĩa là tagai ni (lẫn nhau) nhưng có thể làm liên tưởng đến katami (形見) là “kỷ niệm”. Núi Sue no Matsuyama (末の松山 (Mạt Tùng Sơn)) – đúng hơn là một dãi đất cao ven biển có nhiều tùng và hay bị sóng đánh tên gọi là Namiuchitōge (波打峠 Đèo Sóng Đánh) - trong bài thơ là một địa danh tỉnh Miyagi, miền bắc nước Nhật, đã trở thành một gối thơ (uta-makura) danh tiếng.

## Đường dẫn ngoài
- McMillan, Peter. Năm 2010 (Bản in đầu, Năm 2008). Một Trăm Nhà Thơ, Mỗi Vị Một Thơ. New York: Nhà xuất bản Đại Học Columbia. (tiếng Anh)
- Suzuki Hideo, Yamaguchi Shin'ichi, Yoda Yasushi. Năm 2009 (Bản in đầu, Năm 1997). Genshoku: Ogura Hyakunin Isshu. Tokyo: Bun'eidō. (tiếng Nhật)
- Một trăm bài thơ Nhật Bản cổ (Hyakunin-isshu), biên dịch bởi William N. Porter, 1909, tại trang sacred-texts.com (tiếng Anh)
- Ogura Hyakunin Isshu, biên dịch bởi chimviet.free.fr Lưu trữ ngày 22 tháng 12 năm 2016 tại Wayback Machine